# Vinica vára
Vinica vára (horvátul: Utvrda Vinica), vár Horvátországban, a Varasd közelében fekvő Vinica falu területén. 

## Fekvése
Vinica falutól nyugatra emelkedő 254 méteres magasságú hegy tetején találhatók romjai.

## Története
Vinica várát 1340-ben említik először, amikor a varasdi ispánhoz tartozó királyi vár volt. 1391-ben Zsigmond Lackfi István nádornak zálogosította el, majd 1397-től a Cilleieké. A Cilleiek kihalása után a Cilleiek többi birtokával együtt Vitovec János horvát bán szerezte meg, de örökösei elveszítették. Ezután Hunyadi Mátyás király fiának Corvin Jánosnak adta, majd 1503-ban Trakostyánnal együtt Gyulay Jánosé lett. 1555-ben egy szörnyű tűzvészben az egész vár leégett, de sietve újjáépítették. Gyulay János halála után fiú örökösei összevesztek az örökségen, de Vinica végül leányágon öröklődött tovább és felesége révén Istvánffy Miklós horvát nádorhelyettes, történetíró birtoka lett, aki itt hunyt el 1615-ben. Ezután a birtokot lányai Éva, Katalin és Orsolya örökölték, így házasság révén a Draskovichok, a Keglevichek és a Thuróczyak lettek az urai. Thuróczy Benedek horvát bán itt hunyt el 1616-ban és az itteni plébániatemplomban temették el. Márvány sírköve ma is látható. A birtok ezután több nemesi család a Keglevichek, a Draskovichok, a Mallakóczyak és az Erdődyek közt aprózódott szét. A török veszély elmúltával a horvát főurak számára a váraknál kényelmesebb lakóhelyet jelentettek a kastélyok, így Vinica várát is elhagyták utolsó tulajdonosai a Draskovichok. 

Vinica várának tervrajza

## A vár mai állapota
Vinica várának romjai a falu közepétől nyugatra, egy szőlőhegyen találhatók. A vár a 14. században épült és csak a 17. századig lakták. A várból mára mindössze külső vár körítőfalának és két henger alakú tornyának részei maradtak fenn. A vár déli oldalában még egy kapunyílás figyelhető meg. A felső várból csak a hatalmas kőfalainak egy része maradt fenn.